# Terza Divisione Puglia 1930-1931
La Terza Divisione 1930-1931 è stato il V ed ultimo livello del XXXI campionato italiano di calcio, il secondo a carattere regionale.
La gestione di questo campionato era affidata ai Direttori Regionali, che li organizzavano autonomamente, con la possibilità di ripartire le squadre su più gironi tenendo in alta considerazione le distanze chilometriche, le strade di principale comunicazione e i mezzi di trasporto dell'epoca. Questo è il campionato della regione Puglia.

## Puglia
Il Direttorio Regionale Pugliese (avente sede a Bari) aveva inizialmente strutturato il campionato di Terza Divisione in due gironi così composti:
Girone A:
- U.S. Biscegliese (B = riserve), Bisceglie
- U.S.F. Bitonto, Bitonto
- U.S. Araldo Di Crollalanza, Mola di Bari
- U.S. Foggia (B = riserve), Foggia
- Virtus Foggia, Foggia
- U.S. Molfetta (B = riserve), Molfetta

Girone B:
- A.C. Brindisi (B = riserve), Brindisi
- U.S. Casarano, Casarano
- U.S. Giovinezza, Taranto
- U.S. Lecce (C = allievi), Lecce
- U.S. Massafra, Massafra
- U.S. Manduria, Manduria
- S.S. Pro Italia, Galatina
- A.S. Taranto (B = riserve), Taranto

Questa soluzione trovò l'ostacolo di alcuni club che lamentavano l'eccessiva distanza per alcune trasferte. Per venire incontro alle loro esigenze, i gironi furono ristrutturati passando da due a quattro: il primo relativo alla Provincia di Bari, il secondo a quella di Taranto, il terzo a quelle di Brindisi e Lecce, il quarto a quella di Foggia.

Quest'ultimo, a causa della mancata adesione di molte squadre, non fu disputato. La formula prevedeva il passaggio del turno delle prime squadre non riserve meglio classificate in ogni girone, che si andavano a scontrare in un girone all'italiana per determinare la promossa in Seconda Divisione 1931-32.

### Girone A

#### Squadre partecipanti
| Squadra                        | Città             | Stagione precedente |
| ------------------------------ | ----------------- | ------------------- |
| U.S. Araldo Di Crollalanza     | Mola di Bari (BA) |                     |
| Dop. Barletta                  | Barletta (BA)     |                     |
| U.S. Biscegliese (B = riserve) | Bisceglie (BA)    |                     |
| U.S.F. Bitonto                 | Bitonto (BA)      |                     |
| U.S. Molfetta (B = riserve)    | Molfetta (BA)     |                     |
| U.S. Tranese (B = riserve)     | Trani (BA)        |                     |

#### Classifica
|  | Pos. | Squadra               | Pt | G  | V | N | P | GF | GS | DR  |
|  | ---- | --------------------- | -- | -- | - | - | - | -- | -- | --- |
|  | 1.   | Molfetta B            | 15 | 10 | 6 | 3 | 1 | 30 | 7  | +23 |
|  | 2.   | Tranese B             | 11 | 10 | 5 | 1 | 4 | 20 | 18 | +2  |
|  | 2.   | Araldo Di Crollalanza | 11 | 10 | 4 | 3 | 3 | 11 | 12 | -1  |
|  | 4.   | Bitonto               | 10 | 10 | 4 | 2 | 4 | 19 | 19 | 0   |
|  | 4.   | Biscegliese B         | 10 | 10 | 4 | 2 | 4 | 17 | 17 | 0   |
|  | 6.   | Barletta              | 3  | 10 | 1 | 1 | 8 | 5  | 29 | -24 |

Legenda:
      Ammesso ai gironi semifinali.
      Promosso in Seconda Divisione 1931-1932.
Regolamento:
Due punti a vittoria, uno a pareggio, zero a sconfitta.
Pari merito in caso di pari punti se non in zona promozione/finali.

#### Risultati

##### Calendario
| Andata (1ª) | Andata (1ª) | Prima giornata          | Ritorno (6ª) | Ritorno (6ª) |
|             |             |                         |              |              |
|             | -           | Barletta-Bitonto        | -            |              |
| 16 nov.     | 1-0         | Di Crollalanza-Molfetta | -            |              |
|             | 2-0         | Trani-Biscegliese       | -            |              |

| Andata (2ª) | Andata (2ª) | Seconda giornata           | Ritorno (7ª) | Ritorno (7ª) |
|             |             |                            |              |              |
| 23 nov.     | 2-5         | Barletta-Trani             | -            |              |
| 23 nov.     | 3-2         | Di Crollalanza-Biscegliese | -            |              |
| 23 nov.     | 3-1         | Molfetta-Bitonto           | -            |              |

| Andata (3ª) | Andata (3ª) | Terza giornata          | Ritorno (8ª) | Ritorno (8ª) |
|             |             |                         |              |              |
| 30 nov.     | 1-1         | Barletta-Di Crollalanza | -            |              |
| 30 nov.     | 2-2         | Biscegliese-Molfetta    | -            |              |
| 30 nov.     | 3-3         | Bitonto-Trani           | -            |              |

| Andata (4ª) | Andata (4ª) | Quarta giornata      | Ritorno (9ª) | Ritorno (9ª) |
|             |             |                      |              |              |
| 8 dic.      | 0-1         | Biscegliese-Bitonto  | -            |              |
| 7 dic.      | 7-0         | Molfetta-Barletta    | -            |              |
| 7 dic.      | 3-0         | Trani-Di Crollalanza | -            |              |

| \| Andata (5ª) \| Andata (5ª) \| Quinta giornata \| Ritorno (10ª) \| Ritorno (10ª) \| \| \| \| \| \| \| \| 14 dic. \| - \| Barletta-Bisceglie \| - \| \| \| 14 dic. \| 1-0 \| Di Crollalanza-Bitonto \| - \| \| \| 14 dic. \| 0-1 \| Trani-Molfetta \| - \| \| |             |                        |               |               |
| Andata (5ª) | Andata (5ª) | Quinta giornata        | Ritorno (10ª) | Ritorno (10ª) |
| |             |                        |               |               |
| 14 dic. | -           | Barletta-Bisceglie     | -             |               |
| 14 dic. | 1-0         | Di Crollalanza-Bitonto | -             |               |
| 14 dic. | 0-1         | Trani-Molfetta         | -             |               |

### Girone B

#### Squadre partecipanti
| Squadra                    | Città         | Stagione precedente |
| -------------------------- | ------------- | ------------------- |
| U.S. Giovinezza            | Taranto       |                     |
| U.S. Manduria              | Manduria (TA) |                     |
| U.S. Massafra              | Massafra (TA) |                     |
| A.S. Taranto (B = riserve) | Taranto       |                     |

#### Classifica
|  | Pos. | Squadra          | Pt | G | V | N | P | GF | GS | DR  |
|  | ---- | ---------------- | -- | - | - | - | - | -- | -- | --- |
|  | 1.   | Giovinezza       | 12 | 6 | 6 | 0 | 0 | 21 | 5  | +16 |
|  | 2.   | Manduria         | 7  | 6 | 3 | 1 | 2 | 6  | 5  | +1  |
|  | 3.   | Taranto B        | 2  | 6 | 1 | 0 | 5 | 7  | 18 | -11 |
|  | 4.   | US Massafra (-2) | 1  | 6 | 1 | 1 | 4 | 5  | 11 | -6  |

Legenda:
      Ammesso ai gironi semifinali.
Regolamento:
Due punti a vittoria, uno a pareggio, zero a sconfitta.
Pari merito in caso di pari punti se non in zona promozione/finali.
Note:
US Massafra ha scontato 2 punti di penalizzazione in classifica per due rinunce.

#### Risultati

##### Calendario
| Andata (1ª) | Andata (1ª) | Prima giornata     | Ritorno (4ª) | Ritorno (4ª) |
|             |             |                    |              |              |
| 16 nov.     | 8-2         | Giovinezza-Taranto | -            |              |
| 16 nov.     | 1-1         | Massafra-Manduria  | -            |              |

| Andata (2ª) | Andata (2ª) | Seconda giornata    | Ritorno (5ª) | Ritorno (5ª) |
|             |             |                     |              |              |
| 8 dic.      | 3-1         | Giovinezza-Massafra | -            |              |
| 23 nov.     | 1-0         | Manduria-Taranto    | -            |              |

| \| Andata (3ª) \| Andata (3ª) \| Terza giornata \| Ritorno (6ª) \| Ritorno (6ª) \| \| \| \| \| \| \| \| 30 nov. \| 0-2 \| Manduria-Giovinezza \| - \| \| \| 30 nov. \| 1-3 \| Taranto-Massafra \| - \| \| |             |                     |              |              |
| Andata (3ª) | Andata (3ª) | Terza giornata      | Ritorno (6ª) | Ritorno (6ª) |
| |             |                     |              |              |
| 30 nov. | 0-2         | Manduria-Giovinezza | -            |              |
| 30 nov. | 1-3         | Taranto-Massafra    | -            |              |

### Girone C

#### Squadre partecipanti
| Squadra                     | Città         | Stagione precedente |
| --------------------------- | ------------- | ------------------- |
| A.C. Brindisi (B = riserve) | Brindisi      |                     |
| U.S. Casarano               | Casarano (LE) |                     |
| U.S. Lecce (C = allievi)    | Lecce         |                     |
| U.S. Ugento                 | Ugento (LE)   |                     |

#### Classifica
|  | Pos. | Squadra    | Pt | G | V | N | P | GF | GS | DR  |
|  | ---- | ---------- | -- | - | - | - | - | -- | -- | --- |
|  | 1.   | Brindisi B | 10 | 6 | 4 | 2 | 0 | 16 | 8  | +8  |
|  | 2.   | Casarano   | 7  | 6 | 3 | 1 | 2 | 12 | 11 | +1  |
|  | 3.   | Lecce C    | 5  | 6 | 2 | 1 | 3 | 10 | 12 | -2  |
|  | 4.   | Ugento     | 4  | 6 | 2 | 0 | 4 | 4  | 14 | -10 |

Legenda:
      Ammesso ai gironi semifinali.
Regolamento:
Due punti a vittoria, uno a pareggio, zero a sconfitta.
Pari merito in caso di pari punti se non in zona promozione/finali.

#### Risultati

##### Calendario
| Andata (1ª) | Andata (1ª) | Prima giornata    | Ritorno (4ª) | Ritorno (4ª) |
|             |             |                   |              |              |
| 14 dic.     | 3-2         | Brindisi-Casarano | -            |              |
| 23 nov.     | 2-1         | Ugento-Lecce      | -            |              |

| Andata (2ª) | Andata (2ª) | Seconda giornata | Ritorno (5ª) | Ritorno (5ª) |
|             |             |                  |              |              |
| 30 nov.     | 5-3         | Brindisi-Lecce   | -            |              |
| 28 dic.     | 4-0         | Casarano-Ugento  | -            |              |

| \| Andata (3ª) \| Andata (3ª) \| Terza giornata \| Ritorno (6ª) \| Ritorno (6ª) \| \| \| \| \| \| \| \| 21 dic. \| 3-1 \| Lecce-Casarano \| - \| \| \| 7 dic. \| 0-1 \| Ugento-Brindisi \| - \| \| |             |                 |              |              |
| Andata (3ª) | Andata (3ª) | Terza giornata  | Ritorno (6ª) | Ritorno (6ª) |
| |             |                 |              |              |
| 21 dic. | 3-1         | Lecce-Casarano  | -            |              |
| 7 dic. | 0-1         | Ugento-Brindisi | -            |              |

### Girone finale
|  | Pos. | Squadra               | Pt | G | V | N | P | GF | GS | DR |
|  | ---- | --------------------- | -- | - | - | - | - | -- | -- | -- |
|  | 1.   | Giovinezza            | 6  | 4 | 3 | 0 | 1 | .  | .  |    |
|  | 2.   | Casarano              | 4  | 4 | 2 | 0 | 2 | 12 | 10 | +2 |
|  | 3.   | Araldo Di Crollalanza | 2  | 4 | 1 | 0 | 3 | .  | .  |    |

Legenda:
      Promosso in Seconda Divisione 1931-1932.
Regolamento:
Due punti a vittoria, uno a pareggio, zero a sconfitta.
Pari merito in caso di pari punti se non in zona promozione/finali.

### Giornali
- Il Littoriale, quotidiano sportivo consultabile presso l'Emeroteca del CONI e le Biblioteche Universitarie di Pavia, Modena e Padova più la Biblioteca Nazionale Centrale di Firenze.
- Gazzetta dello Sport, stagione 1930-31, consultabile presso le Biblioteche:
  - Biblioteca Civica di Torino;
  - Biblioteca Nazionale Braidense di Milano,
  - Biblioteca Civica Berio di Genova,
  - Biblioteca Nazionale Centrale di Firenze,
  - Biblioteca Nazionale Centrale di Roma.

### Libri
- Annuario Italiano del Giuoco del Calcio Volume III (1929-30 e 1930-31) - compilazione a cura di Luigi Saverio Bertazzoni per conto della F.I.G.C. - Bologna, edito a Modena. Il volume è conservato presso:
  - Biblioteca Nazionale Centrale di Firenze;
  - Biblioteca Universitaria Estense di Modena.